# Jean Veillet (1664-1741)
 (novembre 2021).
Pour les articles homonymes, voir Jean Veillet et Veillet.
Jean Veillet (1664 à Niort - 21 février 1741 à Sainte-Geneviève-de-Batiscan) s'avère le seul ancêtre connu de patronyme Veillet ayant fait souche en Nouvelle-France,,,,,,.
Jean Veillet était soldat de la compagnie de Vaudreuil à son arrivée au Canada, puis cultivateur et entrepreneur forestier.
Jean Veillet se maria le 19 novembre 1698 à Batiscan à Catherine Lariou (née le 26 janvier 1683 à Batiscan, Qc,). Les onze enfants nés de cette union sont baptisés à Batiscan; ils se marièrent à Sainte-Geneviève-de-Batiscan, sauf Gervais Veillet (à Sainte-Anne-de-la-Pérade) et Jean-Baptiste (2e mariage à Verchères).

## Sommaire biographie
Après avoir grandi à Niort, en Poitou (France), Jean Veillet a servi comme soldat dans les troupes de la marine, désignées plus tard Compagnies franches de la marine. Il s'agit de compagnies d'infanterie autonomes rattachées au Ministère de la Marine. Il était un huguenot. Il apposa sa signature sur l’acte d’abjuration le 24 avril 1685 à l’âge de 21 ans. Il traversa l’Atlantique sur un navire à voile en 1687 pour arriver à la ville de Québec (Canada).
Après son mariage de 1698, Jean Veillet s’établit vers 1700 sur un lot de terre à Sainte-Geneviève-de-Batiscan au statut de « squatter ». Son droit de propriété foncière a été régularisé en 1708 et 1711 par acte notarié.

## Évolution du patronyme Veillet en Amérique
Sa descendance continua de faire usage du patronyme « Veillet », soit l'orthographe usuelle ; à partir du milieu du XIXe siècle, les prêtres de confession catholique adoptèrent majoritairement la graphie « Veillette » sur les actes de baptêmes. Aujourd'hui ses deux variantes patronymiques se côtoient en Amérique. En sus, certaines variantes orthographiques du patronyme ont été répertoriées dans la communauté anglophone en Amérique.

## Association des Veillet d’Amérique Inc.
L’Association des Veillet d'Amérique Inc. a obtenu ses lettres patentes le 12 mars 1986, sous la 3e partie de la loi sur les compagnies du Québec. Il s’agit d’un organisme à but non lucratif regroupant les descendants du couple Jean Veillet (1664-1741) et Catherine Lariou (1683-1756), ainsi que leurs personnes liées.